# Скоп Олександр Захарович
Скоп Олександр Захарович (*16 грудня 1927 – †3 вересня 2003) — письменник, журналіст, меценат, громадсько-політичний діяч. Псевдоніми — Олесь Шпилька, О. Куленко, О. Захарів. Член Об'єднання українських письменників «Слово», активний діяч української громади США, голова Фундації ім. Івана Багряного.

## З біографії
Народився 16 грудня 1927 p. у Вінницькій області, ріс у містечках Немирові та Тульчині. У роки Другої світової війни був висланий на роботу до Австрії, перебував у таборах для переміщених осіб у м. Ауґсбург. Закінчив гімназію (Ауґсбург), емігрував до Великої Британії, потім до Канади, пізніше до США. Мешкав у Каліфорнії. Був засновником Української православної парафії св. Покрови. Помер 3 вересня 2003 р. у м. Ля Меса в Каліфорнії.

## Творчість
Автор збірок гумористичних творів «І сміх, і горе» (1959), «І сміх, і горе за синім морем» (2001); книжки «Вінниця: злочин без кари» (1994).
Окремі видання:
- Шпилька Олесь. І сміх, і горе за синім морем. — К.: Смолоскип, 2001. — 264 с.